# 格倫阿爾派恩 (北卡羅萊納州)
格倫阿爾派恩（英語：Glen Alpine）是一個位於美國北卡羅萊納州伯克縣的城鎮。

## 人口
根據2020年美國人口普查的數據，格倫阿爾派恩的面積為5.56平方千米，皆為陸地。當地共有人口1529人，而人口密度為每平方千米275人。